# Powódź w Chinach (2010)
Powodzie w Chinach - rozpoczęły się w maju 2010 roku obszar południowych Chin i trwały w porze letniej, aż do września 2010 roku. W wyniku kataklizmu zginęło ponad 3185 ludzi, 619 uważa się za zaginione. Powódź zniszczyła 1,1 mln domów. Straty szacowane są na około 210 miliardów juanów. Żywioł nawiedził prowincje: Kuejczou, Jiangxi, Fujian, Kuangsi, Zhejiang, Anhui, Syczuan, Hunan, Guangdong, Junnan oraz Qinghai.